# Arno Tausch
Arno Tausch (Salzburgo, 11 de Fevereiro 1951) é um cientista político autríaco e um dos fundadores da pesquisa quantitativa do sistema mundial e do desenvolvimento na Europa.
Tausch recebeu o seu título de Doutorado em ciências políticas da Universidade de Salzburgo em 1976 assim como a sua habilitação para a docência da Universidade de Innsbruck. A comissão para a obtenção deste título foi presidida por Anton Pelinka.
É actualmente Professor Associado (Universitaetsdozent) de Ciências Políticas na Universidade de Innsbruck, é de Ciências Econômicas na Universidade Corvinus em Budapest, Hungría, tendo sido anteriormente professor associado do departamento de Ciências Políticas da Universidade do Havaí em Manoa, E.U.A. e pesquisador no Instituto Internacional para a Investigação Social Comparativa, em Berlim Ocidental (actualmente denominado WZB - Centro de Pesquisa de Ciências Sociais, em Berlim).

Tornou-se recentemente Professor Visitante de Estudos Políticos e Governação na Universidade do Estado Livre em Bloemfontein, África do Sul.
Arno Tausch é também membro do Conselho Editorial do Innovation. The European Journal of Social Science Research (publicado por Routledge, Londres), Centro Argentino de Estudos Internacionais, em Buenos Aires, do European Research Studies Journal, em Atenas, e da "History and Mathematics" e Journal of Globalization Studies, ambas editadas pelo professor Andrey Korotayev em Moscovo.

## Arno Tausch e suas obras públicas
Tausch serviu como diplomata da Áustria e foi attaché do Trabalho e da Imigração na Embaixada da Áustria em Varsóvia.

## Publicações
Até meados de 2022, foi autor ou co-autor de 25 livros em Inglês, 8 em Alemão, 2 em Frances, assim como mais de 280 artigos em 9 línguas em 33 países.

Geralmente, a literatura sobre ciência social menciona o trabalho de Arno Tausch principalmente no contexto dos debates sobre o keynesianismo global, a teoria socio-liberal do desenvolvimento, os ciclos de [[Kondratieff],] -   a medição da pobreza, teorias da dependência e do sistema mundial capitalista, etudos empíricos baseados no World Values Survey, estudos sobre Anti-Semitismo, fundamentalismo islâmico, e estudos sobre a União Europeia e a política social europeia.

As suas obras estão também disponíveis na Universidade da Califórnia Riverside, Researchgate, na Rede de Ciências de Investigação Social em Nova Iorque e "Repec/Ideas" Universidade de Connecticut.

## Obras

### Livros em inglês
- (1993; in collaboration with Fred PRAGER) 'Towards a Socio-Liberal Theory of World Development'. Basingstoke and New York: Macmillan/St. Martin's Press
- (1999, Editor, with Andreas Mueller OFM and Paul Zulehner), "Global Capitalism, Liberation Theology and the Social Sciences. An analysis of the contradictions of modernity at the turn of the millennium" (with contributions by Samir Amin et. al) Huntington, New York: Nova Science. Paperback edition 2001
- (2012, with Almas Heshmati and Ulrich Brand), 'Globalization, the Human Condition and Sustainable Development in the 21st Century. Cross-national Perspectives and European Implications' London, New York and Delhi: Anthem Press (for info: http://www.anthempress.com/index.php/globalization-the-human-condition-and-sustainable-development-in-the-21st-century.html)
- 2014, with Almas Heshmati and Hichem Karoui, ‘The political algebra of global value change. General models and implications for the Muslim world’. Hauppauge, N.Y.: Nova Science Publishers (for info: https://web.archive.org/web/20110408221328/https://www.novapublishers.com/catalog/).

- 2016, with Leonid Grinin and Andrey Korotayev, ‘Economic Cycles, Crises, and the Global Periphery’. Springer International Publishing, Heidelberg, New York, Dordrecht, London, ISBN 978-3-319-17780-9; http://www.springer.com/de/book/9783319412603

### Livros em Frances
- 2011, Trois essais pour une économie politique du 21e siècle - Mondialisation, gouvernance mondiale, marginalisation

Par Arno Tausch, Philippe Jourdon. Paris: L'Harmattan. ISBN 978-2-296-54400-0.
- 2011, Les musulmans: un cauchemar ou une force pour l'Europe? Par Arno Tausch, Hichem Karoui. Paris: L'Harmattan. ISBN 978-2-296-13980-0

### Livros em Alemão
- 1991 Jenseits der Weltgesellschaftstheorien. Sozialtransformationen und der Paradigmenwechsel in der Entwicklungsforschung. (Eds. H. Reinwald, H.A. Steger) Wilhelm Fink, Muenchen, Beitraege zur Soziologie und Sozialkunde Lateinamerikas
- 2010‚ Armut und Radikalität? Soziologische Perspektiven zur Integration der Muslime in Europa, basierend auf dem „World Values Survey“ und dem „European Social Survey“ Bremen: Europäischer Hochschulverlag, Serie ‚ Schriftenreihe: Studien zu vergleichender Sozialpädagogik und internationaler Sozialarbeit und Sozialpolitik’ (https://web.archive.org/web/20130622100405/http://sozialvergleich.org/)
- 2011, Globalisierung und die Zukunft der EU-2020-Strategie.‘ Hrsg. Abteilung Wirtschaftswissenschaft d. AK Wien, Wien: Kammer f. Arbeiter u. Angestellte f. Wien, 2011, Serie: Materialien zu Wirtschaft und Gesellschaft; 110, ISBN 978-3-7063-0422-1. Also available eletcronically from https://web.archive.org/web/20111124034910/http://www.arbeiterkammer.at/online/page.php?P=2968

### Capítulos de livros
(2004) ‚Towards a European Perspective for the Common Mediterranean House and the Positive Development Capability of Islamic Countries’ In ‚European Neighbourhood Policy: Political, Economic and Social Issues’ (Fulvio Attina and Rosa Rossi (Eds.), pp. 145–168, Università degli Studi di Catania Facoltà di Scienze Politiche
(2007), ‘World Bank Pension Reforms and Development Patterns in the World System and in "Wider Europe"’ In ‘Reforming European Pension Systems’ (Arun Muralidhar and Serge Allegreza (Eds.)), pp. 167–222, Amsterdam, NL and West Lafayette, Indiana, USA: Dutch University Press, Rozenberg Publishers and Purdue University Press.
(2011), ‘Paul Boccara’s Analysis of Global Capitalism’ In ‘All the Same – All Being New. Basic Rules of Capitalism in a World of Change’ (Peter Herrmann (Ed.)), pp. 95 – 127, Bremen: Europäischer Hochschulverlag.

### Artigos em revistas científicas
Alternatives: Turkish Journal of International Relations; Ankara Institute for Turkish Policy Studies, ANKAM, Insight Turkey; Australian and New Zealand Journal of Public Health; Bogazici Journal: Review of Social, Economic and Administrative Studies; British Medical Journal; China-Report [China-Report = Zhongguo-baodao / OEGCF, Gesellschaft zur Foerderung Freundschaftlicher und Kultureller Beziehungen zur VR China]; Current Politics and Economics of Europe; Das Juedische Echo; Dialog [Austrian Study Center for Peace and Conflict Resolution, Schlaining, Austria]; Economic Papers, Warsaw School of Economics, Research Institute for Developing Countries; Entelequia. Revista Interdisciplinar; Europaeische Rundschau; European Research Studies Journal (Athens); Evropa, Warsaw, Polish Institute for International Affairs; Hispanorama (Zeitschrift des Deutschen Spanischlehrerverbandes (DSV), Universitaet Erlangen-Nuernberg Lehrstuhl Auslandswissenschaft -Romanischsprechende Kulturen); Historia Actual On-Line,  Universidad de Cadiz, Espana; History & Mathematics (Russian Academy of Sciences, Keldysh Institute of Applied Mathematics, Institute of Oriental Studies, Volgograd Center for Social Research) ‘Anthropology of the East’ Center, Russian State University for the Humanities, Moscow, Russia; Hoover Digest; International Journal of Health Planning and Management; International Journal of Health Policy and Management; International Social Science Journal (UNESCO, Paris); Internationale Entwicklung; Islamic Perspective (Center for Sociological Studies, IPCSS, London Academy of Iranian Studies, SOAS London); Journal fuer Entwicklungspolitik; Journal fuer Sozialforschung; Journal of Globalization Studies (Moscow); Journal of Scholarly Publishing, Toronto; Kondratieff Waves Almanac, Moscow; MERIA Journal, Herzliya, Israel; Middle East Studies Online Journal; Mirovaia ekonomika i mezhdunarodnye otnosheniia; OeMZ. Oesterreichische Militaerische Zeitschrift; Oesterreichische Monatshefte; Oesterreichische Zeitschrift fuer Politikwissenschaft; Oesterreichischer Forschungsalmanach; ÖHZ (Österreichische Hochschulzeitung), Magazin für Wissenschaft und Forschung; Raison, Zeitschrift fuer gesellschaftliche Entwicklung; Revista de Ciencias Sociales, Universidad de Costa Rica, San José de Costa Rica; Revista del Ministerio de Empleo y Seguridad Social, Ministerio de Empleo y Seguridad Social, Madrid; Revista del Ministerio de Trabajo e Inmigración, Ministerio de Trabajo y de Inmigración, Madrid; Revista Internacional de Sociologia, CSIC, Madrid; Social Evolution and History; Society and Economy (Budapest); Sociológia - Slovak Sociological Review; Soziale Sicherheit. Fachzeitschrift der Oesterreichischen Sozialversicherung; Sprawy Międzynarodowe (PISM Institute, Warsaw); Telos. Critical Theory of the Contemporary; The European Journal of Comparative Economics; The Vienna Institute for International Economic Studies Monthly Report; Wirtschaft und Gesellschaft (Vienna); Zeitschrift fuer Lateinamerika, Wien

## Ensaios em honra de Arno Tausch na Springer-Nature
Segell, Glen & Segell, Glen, (editor.) (2023). Development, Globalization, Global Values, and Security : Essays in Honor of Arno Tausch (First edition). Springer, Cham, Switzerland; entre outros: Devezas, T. (2023). On the Hidden Pattern in the History of Wars. In: Segell, G. (eds) Development, Globalization, Global Values, and Security. Springer, Cham. https://doi.org/10.1007/978-3-031-24513-8_8

### Publicacoes sobre Arno Tausch em Portugues
- À espera do efeito dominó Jorge Nascimento Rodrigues, Expresso, 6 de Maio 2006
- Observatório da Economia Mundial, Nº3 - 1º semestre de 2006, Jorge Nascimento Rodrigues
- À espera do efeito dominó, Administradores.Com.br[ligação inativa]

### Eco nos meios das comunicações internacionais
em Portugal
À espera do efeito dominó Jorge Nascimento Rodrigues, Expresso, 6 de Maio 2006